# Il'ja Smiryn
Il'ja Jul'evič Smiryn (in bielorusso Ілья Юльевіч Смірын?, Il'ja Jul'evič Smiryn (Vicebsk, 21 gennaio 1968) è uno scacchista israeliano (sovietico fino al 1992), Grande maestro.

## Biografia
Nato in Bielorussia, iniziò la sua carriera nell'ex Unione Sovietica, dove ottenne un diploma di istruttore di scacchi all'Istituto di Cultura Fisica di Minsk. Emigrò in Israele nel 1992 e da allora partecipa per tale paese a tutte le competizioni.
Ha partecipato a dieci Olimpiadi degli scacchi per Israele dal 1992 al 2014, realizzando complessivamente il 59,1 % dei punti. Ha vinto la medaglia di bronzo di squadra alle olimpiadi di Chanty-Mansijsk 2010.
Dal 14 al 28 aprile 2002 Smirin ha disputato un match di otto partite contro diversi programmi scacchistici, tra cui Deep Junior, Deep Shredder e HIARCS. Erano in palio 1.500 dollari per ogni vittoria e 500 per ogni patta. L'evento, organizzato da Chessbase, si concluse con la vittoria di Smirin per +2 =6.
Ottenne il massimo Elo nella lista FIDE di luglio 2001, con 2702 punti, 14º al mondo e secondo tra i giocatori israeliani dietro Boris Gelfand.

## Principali risultati
- 1987:  primo ex aequo a Ekaterinburg;
- 1992:  vince il campionato di Israele (lo vincerà ancora nel 2002);
- 1994:  pari primo nell'open di New York;
- 2000:  primo nell'open di New York;
- 2001:  pari primo con Aleksej Dreev a Dos Hermanas;
- 2002:  primo a Biel; primo a pari merito nel World Open di Filadelfia;
- 2003:  pari primo a pari merito nel World Open di Filadelfia;
- 2007:  primo nel torneo Acropolis International di Atene.[4]
- 2014:  primo assoluto a Arlington nel torneo World Open.
- 2015:  primo a pari merito nel World Open di Arlington;

## Opere
- (EN) King's Indian Warfare, Quality Chess, ottobre 2016, ISBN 978-1-78483-025-0.
- (EN) Sicilian Warfare, Quality Chess, novembre 2020, ISBN 978-1-78483-113-4.